# Герб Италии
Герб Ита́лии (итал. Emblema della Repubblica Italiana) — один из официальных символов Итальянской Республики. Утверждён 5 мая 1948 года.

## История
Решение о введении нового символа Итальянской республики было принято правительством Альчиде де Гаспери в октябре 1946 года. Дизайн был выбран путём публичного конкурса, условием которого было запрещено использовать политические символы.
Победителем конкурса стал Паоло Паскетто, художник, иллюстратор, декоратор, гравёр, профессор Римского института высокого искусства. Новый герб был принят парламентом Италии в феврале 1948 года и утверждён президентом Энрико де Никола в мае того же года.

## Описание
Герб содержит белую пятиконечную звезду с красными краями, наложенную на зубчатое колесо с пятью спицами, стоящее между оливковой ветвью слева и дубовой справа. Зелёные ветви связаны вместе красной лентой с надписью «Итальянская Республика» (итал. REPVBBLICA ITALIANA) заглавными белыми буквами.

### Значение
Основной элемент — пятиконечная звезда — древний символ Италии, означающий защиту нации, известна как «Звезда Италии» (итал. Stellone d’Italia), присутствовал ранее на гербе Итальянского Королевства (в 1870-1890 гг). 
Зубчатое колесо означает первую статью конституции, где сказано:
«Италия — демократическая республика, основанная трудом»
- Оливковая ветвь означает мир, внутренний и внешний. Как написано в ст. 11 конституции:

 «Италия отвергает войну как инструмент агрессии» 
- Дубовая ветвь означает силу и достоинство итальянских людей. Вместе оливковая и дубовая ветвь характеризуют пейзаж Италии.

## История герба
- Герб Итальянского Королевства, 1806—1814.
- Герб Итальянского Королевства, 1861-1870.
- Герб Итальянского Королевства, 1870-1890.
- Герб Итальянского Королевства, 1890—1929 / 1944—1946.
- Герб Италии, 1929—1944.
- Герб Итальянской социальной республики, 1943—1945.

## Гербы итальянских государств
- Герб королевства Сардиния
- Герб Ломбардо-Венецианского королевства